# Лингвистика
Лингвистика (у буквалном значењу језикословље) је научна студија језика, и обухвата анализу језичке форме, језичког значења, и језика у контексту.
Лингвисти традиционално анализирају људски језик путем проучавања узајамног дејства гласова и значења. Фонетика је изучавање говора и неговорних звукова, и бави се њиховим акустичким и артикулацијским својствима. Изучавање значења језика, с друге стране, бави се начином на који језици кодирају релације између ентитета, својстава, и других аспеката света да пренесу, обраде, и доделе значење, као и да рукују и разрешавају двосмислености. Док се семантичке студије типично баве истинским околностима, прагматика разматра како ситуациони контекст утиче на формирање значења.
Граматика је систем правила која се користе при продукцији и употреби исказа у датом језику. Та правила важе за звук, као и значење, и обухватају вишекомпонентне подскупове правила, као што су она везана за фонологију (организацију фонетичког система звукова), морфологију (формирање и састављање речи), и синтаксу (формирање и састављање фраза и реченица). Модерне теорије које се баве принципима граматике су углавном базиране на Чомскомјевом оквиру генеративне граматике.
Проучавање лингвистике се може раслојити путем три осе:
- Синхронијска и дијахронијска — Синхронија се бави искључиво једновременим приказом језика; дијахронија се бави историјом језика и група језика и какве су се структуралне промене догодиле.
- Теоријска и примењена — Теоријска лингвистика се бави стварањем теоријских модела за опис појединачних језика, као и теоријама о језичким универзалијама. Примењена лингвистика се бави обрадом конкретног језичког материјала.
- Контекстуална и независна — Контекстуална лингвистика је концентрисана на то како се језик понаша у свету: његова друштвена функција, али такође и како је прихваћен, створен и перципиран.

Према овим осама, научници који се једноставно зову лингвистима без додатних одредница, у основи се баве независном теоријском синхронијском лингвистиком, за коју се данас сматра да је срж лингвистике. То се обично назива „теоријском лингвистиком“.
Постоји широк спектар области у лингвистици, а по многим питањима не постоји заједнички став.

## Поља теоријске лингвистике
Теоријска лингвистика је подељена на одређени број посебних области које су мање или више независне. Најпознатије области су:
- фонетика, наука о различитим гласовима које користе људски језици;
- фонологија, наука о разликовним јединицама између основних гласова;
- морфологија, наука о унутрашњој структури речи;
- синтакса, наука о томе како се речи комбинују у обликовању граматичких реченица;
- семантика, наука о значењу речи (лексичка семантика), и о томе како се оне комбинују у обликовању значења реченица;
- стилистика, наука о стилу у језицима;
- прагматика, наука о коришћењу изражајних средстава (књижевно, фигуративно или друкчије) у комуникативном чину;

Не постоји универзално одређење ових области, али би се већина лингвиста сложила да међу овим областима постоје преклапања. У сваком случају, свака од ових области има своје основне концепте.

## Дијахронијска лингвистика
Док се срж теоријске лингвистике налази у изучавању одређеног тренутка у развоју језика (обично садашњег), дијахронијска лингвистика проучава језике кроз време. Историјска лингвистика ужива и богату историју (лингвистика је проистекла из историјске лингвистике) и јаку теоријску залеђину у проучавању промена језика.
Почев од Фердинанда де Сосира, синхронијска лингвистика постаје све доминантнија у лингвистичким истраживањима. Осим када су у питању руске лингвистичке школе (са ретким изузецима по остатку света, као што је Александар Белић), може се слободно тврдити да је целокупна савремена лингвистика—синхронијска. Данашња проучавања историје језика, осим изузетака, обично се обављају методама установљеним у 19. веку. Са Жаном Пијажеом и Ноамом Чомским су се, чак, главна научна супротстављања у савременој лингвистици пренела на разлику између две наследнице структуралне лингвистике: на когнитивну лингвистику и трансформационо-генеративну граматику.
Експлицитно и историјска перспектива укључује историјско-компаративна лингвистика и етимологија.

## Примењена лингвистика
Колико је теоријска лингвистика усмерена према трагању за језичким универзалијама и њиховом опису, примењена лингвистика преузима резултате тих трагања и „примењује“ их у осталим областима. Обично, „примењена лингвистика“ се односи на коришћење лингвистичких истраживања у учењу језика, али и у другим областима. Синтеза говора и препознавање говора, на пример, користе лингвистичка знања за пружање гласовног интерфејса рачунарима.

## Контекстуална лингвистика
Преко контекстуалне лингвистике лингвистика ступа у контакт са другим наукама. Колико теоријска лингвистика има свој засебан пут, интердисциплинарне области лингвистике проучавају како се језик односи према остатку света и утолико проучавања зависе од њега.
Социолингвистика, антрополошка лингвистика, и лингвистичка антропологија су науке у које проучавају однос између друштва у целости и језика.
У критичкој анализи дискурса однос са лингвистиком налазе реторика и филозофија.
У психолингвистици и неуролингвистици спој са лингвистиком налазе медицинске науке.
Остале интердисциплинарне области лингвистике укључују усвајање језика, еволуциона лингвистика, стратификациона лингвистика, и когнитивна лингвистика.

## Појединачни говорници, језичке заједнице и језичке универзалије
Лингвисти се, такође, разликују у приступу проучавања говорника. Неки анализирају конкретни језик говорника или језички развој у детаље. Неки проучавају језик у целости језичке заједнице, као што је језик свих оних који говоре призренско-тимочким дијалектом. Други покушавају пронаћи језичке универзалије и примене их, на неком апстрактном нивоу, на све говорнике људског језика свуда. Најпознатији заговорник овог последњег пројекта је Ноам Чомски, а занима велики број људи који се баве психолингвистиком и когнитивну лингвистиком. Идеја Ноама Чомског о језичким универзалијама говори о томе да оне леже у универзалијама људског мишљења.

## Опис и кодификација
Највећи део онога што је урађено под именом лингвистике сирово је дескриптивно. Лингвисти траже природу језика без упуштања у вредносне судове или траже графике будућих језичких праваца. Али, постоје и многи професионалци и аматери који кодификују језичка правила, стварајући тиме делимични стандард који би сви требало да прате.
Колико прескриптивисти (они који кодификују) желе избећи оно што називају „неправилном употребом“, дескриптивисти (они који описују) траже корене такве употребе. Дескриптивисти би то једноставно описали као идиосинкретичку употребу или би можда пронашли правилности које прескриптивисти не воле можда зато што им је то превише ново или из дијалекта који они не одобравају у стандардној употреби.

## Говор и писање
Многи савремени лингвисти сматрају да је говорни језик фундаменталнији, а тиме и много битнији за проучавање него писање. Разлози за такво становиште укључују:
- Говор је универзално људски, док су постојале и постоје многе културе које нису имале писану комуникацију;
- Људи уче да говоре и користе орални језик лакше и раније него писање;
- Одређени број когнитивиста сматра да мозак има посебан "језички модул", посебно језичко знање, на основу чега се сматра да ће више доћи од проучавања говора него од проучавања писања.

Наравно, лингвисти се слажу да проучавање писаног језика може бити корисно и вредно. За лингвисте који користе методе корпусне лингвистике и рачунарске лингвистике, писани језик је много погоднији за обраду великих количина лингвистичких података. Велике корпусе говорног језика је тешко створити и још теже наћи.
Такође, проучавање система писања улази у простор лингвистике.

## Области лингвистике
Будући да је лингвистика сложена и интердисциплинарна, систематизација њених дисциплина је отежана. Могуће је направити две веће поделе. У прву поделу могуће је убројити дисциплине које проучавају сам језик, његов састав и структуру. У другу категорију могуће је сврстати лингвистичке дисциплине које посматрају језик изван њега самога, у односу према према нечему што је део изванјезичне стварности.

### Лингвистичке методе проучавања структуре језика
Основне методе и језички нивои су:
- Фонологија – лингвистичка дисциплина која проучава функцију гласова у језичком систему. Основна јединица у фонологији је фонем – јединица мања од језичног знака. Фонеми нису језични знакови – имају израз, али немају садржај. Апстрактне су јединице, представе у свести говорника. У реализацији језика остварују се алофони, њихове позицијске варијанте. Постојање фонема утврђује се методом минималних парова.
- Морфологија – наука о облицима појединих речи и њиховим функцијама у саставу облика који творе реч као језични израз појма. Односно, бави се најмањим језичним знаковима, јединицама с изразом и садржајем, морфемима. Задатак морфологије је да утврди синтагматске и парадигматске односе који сачињавају морфолошки систем неког језика. Морфологија се покушава задржати само на проучавању израза морфема, али будући да се ради о језичким знаковима, израз је непосредно везан са садржајем.
- Морфонологија – понекад и морфофонологија, дисциплина која спаја предмете и методе проучавања фонологије и морфологије. Проучава улогу фонетичких структура у формација облика или учењу о морфонемима. Морфонологија утврђује законитости различитог фонолошког израза истог морфема.
- Синтагматика – наука о скуповима речи и функцијама појединих типова речи у њима, бави се унутрашњим устројством реченице. Објект проучавања синтагматике је синтагма – сложени језични знак – скуп речи или део реченице и има семантичку и синтактичку самосталност.
- Синтакса – проучава реченице, типове реченица, функцију и структуру.
- Формирање речи – проучава морфолошку структуру речи како би се дошло до законитости по којима се у језику могу стварати нове речи или речотворна гнезда. Основни поступци при стварању нових речи су деривација и композиција. У деривацији се лексемима додају различити граматеми, а композицијом се прво слажу два или више лексема, а онда им се додаје граматем.
- Лексикологија – проучава морфолошки и семантички састав језичног система. Унутар лексикологије можемо говорити и о лексикографији, дисциплини која се бави писањем речника, односно методом и начином записивања морфолошког и семантичког састава језика у речничке књиге. Дисциплином унутар лексикологије сматра се и фразеологија – наука о лексикализираним скуповима речи и њиховим врстама, о спојивости речи и повезаности њиховог значења у одређеним групама. Етимологија пак проучава порекло речи, њихову етимолошку сродност те мењање њихових значења у датом језику или у групи сродних језика.
- Стилистика – наука о избору и употреби речи и њихових облика у одређеним стиловима језика, али и односу различитих стилова унутар једног језика. Стилистика проучава и експресивна својства језика. Неки стилистику сматрају и делом теорије књижевности.
- Семантика – проучава план садржаја у језику на свим нивоима. Основна семантичка јединица је семантем – јединица којој на плану израза одговара морф. Када јединици на плану израза морфу додамо јединицу на плану садржаја семантем, добија се морфем који је најмањи језични знак. Семантеми се деле на граматеме и лексеме. Граматеми одражавају делове унутар самог језика као система, граматем оцртава језик и оно што му је својствено. Лексеми пак означују и садржавају оно што је изван језика, неки подскуп универзума. Граматеми су ограничени јер језик има ограничен број јединица, док је број лексема барем теоретски неограничен. Семантеми с барем једним заједничким елементом чине семантичко поље, а сва семантичка поља неког језика с барем једним заједничким елементом чине грозд семантичких поља.

### Лингвистичке дисциплине у односу на приступ проучавања језика
Предмети лингвистичких проучавања у односу језика према спољашњем свету могуће је систематизовати на следећи начин:
- Антрополошка лингвистика – лингвистичка дисциплина која проучава језике култура које немају писмо. Бави се и проучавањем варирања и употребе језика у вези с културним обрасцима и веровањима људи по правилима антрополошке теорије и метода. Проучава како се припадник (обично примитивне) заједнице може препознати као члан друштвене, верске, професионалне или родбинске групе.
- Ареална лингвистика – бави се проучавањем лингвистичких ареала, односно расподелу и присутност лингвистичких појава у простору.
- Бихевиористичка лингвистика – на језик гледа као на један од облика (или врста) људског понашања.
- Биолингвистика – бави се биолошким предусловима за развој и кориштење језика код човека. У домен проучавања улази и проучавање генетског преноса језика, неурофизиолошки модели језичне производње, анатомске паралеле између човека и других врста, али и развој патолошких форми језичног понашања.
- Дескриптивна лингвистика – правац по којему је главни задатак лингвистике изградња опште теорије језичног израза као основе за детаљну и исцрпну конструкцију (инвентаризацију) чињеница које се односе на системе израза појединих језика. Тежи чисто формалном опису језика, односно да прикаже све језичке јединице и њихове међусобне односе.
- Етнолингвистика – језик се проучава у вези с истраживањем етничких типова и понашања. Овај се термин деломично подудара с антрополошком лингвистиком и социолингвистиком, што одражава подударања поља интереса међусобно сличних дисциплина – енологије, антропологије и социологије.
- Филозофска лингвистика – једна је од слабије развијених грана лингвистике. С једне стране проучава улогу језика у размењивању и објашњавају филозофских појмова, а с друге стране филозофски статус лингвистичких теорија, метода.
- Нормативна лингвистика – изучава језичке појаве с тенденцијом да би формулисала и прописала правила о употреби језичног система у говору. Ова лингвистичка грана се везује уз појаву и бригу о стандардном језику.
- Историјска лингвистика – као што и само име говори, проучава језичне промене у одређеном временском току. Упоређује временски одељене пресеке језичних система и истражује законитости које узрокују промене настале између тих пресека.
- Упоредна лингвистика – дисциплина која се бави упоређивањем језика.
- Математичка лингвистика – грана је која изучава математичка својства језика, обично употребљавајући појмове статистике и алгебре. Њезином развоју допринео је развој теорије информација и рачунарска анализа. Овим поставкама посебно се користила генеративна лингвистика. Математичка лингвистика статистичким анализама омогућује утврђивање дистрибуције и фреквенције језичних јединица и тиме помаже при утврђивању ауторства.
- Неуролингвистика – бави се проучавањем неуролошке основе развоја и упорабе језика код човека и настоји да конструише модел процеса којима мозак контролише говор и слух.
- Рачунарска лингвистика – грана лингвистике у којој се рачунарска техника примењује у сврху разрешавања најразличитијих лингвистичких проблема. Рачунарска лингвистика омогућава рачунарску обраду синтезе говора, препознавање говора, аутоматско превођење, израду конкорданција, провера граматике на рачунарима и др.
- Теоријска лингвистика – понекад називана и општом лингвистиком, с гледишта језичног проучавања најшира је од свих дисциплина.

## Интердисциплинарне лингвистичке области
примењена лингвистика, историјска лингвистика, ортографија, системи писања, компаративна лингвистика, криптоанализа, децифермент, социолингвистика, критичка анализа дискурса, психолингвистика, усвајање језика, еволуциона лингвистика, антрополошка лингвистика, стратификациона лингвистика, рачунарска лингвистика, текстуална лингвистика, когнитивна лингвистика, неуролингвистика, а у рачунској лингвистици постоје разумевање природног језика, препознавање говора, препознавање говорника (разазнавање), синтеза говора, и, уопштеније, обрада говора

## Важни лингвисти и и лингвистички правци

### Рани лингвисти
- Јакоб Грим, који је открио принципе замене места сугласника у изговору, познат као Гримов закон 1822. године;
- Карл Вернер, који је открио Вернеров закон;
- Август Шлајхер, који је створио „Stammbaumtheorie“; и
- Јохан Шмит који је развио „„Wellentheorie““ („теорија таласа“) 1872. године.

### Лингвисти раног структурализма
- Фердинанд де Сосир је основао савремену структуралну лингвистику.
- Роман Јакобсон је главни представник Прашког лингвистичког кружока, који је био носилац развоја структуралне лингвистике између два светска рата.
- Леонард Блумфилд је амерички лингвист познат по свом проучавању индијанских језика.
- Зелиг Харис је био доминанти амерички лингвист током шездесетих година двадесетог века.

### Лингвисти савременог структурализма
- Ноам Чомски је основао трансформационо-геренаривни правац у лингвистици.

### Остали значајни лингвисти и лингвистичке школе
- Majkl Halidej је основао систематичку функционалну граматику, а његов је приступ широко прихваћен у Уједињеном Краљевству, Канади, Аустралији, Кини и Јапану;
- Дел Хајмс, који је развио прагматички приступ назван „Етнографија говора";
- Џорџ Лејкоф је био пионир когнитивне лингвистике;
- Лен Талми је био пионир когнитивне лингвистике;
- Роналд Лангакер је био пионир когнитивне лингвистике;
- Чарлс Филмор се везује за конструкциону граматику;
- Адел Голдберг се везује за конструкциону граматику;
- Талми Гивон је развио своју варијанту функционалне граматике;
- Роберт Ван Валин Млађи је развио своју варијанту функционалне граматике.

## Представљање говора
- Интернационална фонетска азбука (International Phonetic Alphabet; IPA), је систем коришћен за писање и репродуковање гласова људског говора.
- SAMPA, је транскрипција Интернационалне фонетске азбуке засноване на тексту писаном само кодним распоредом ASCII. Погледајте и http://www.phon.ucl.ac.uk/home/sampa/home.htm

## Шта је, а шта није лингвистика
"Лингвистика“ и "лингвист" не морају се увек примењивати у горњим значењима. У неким контекстима, најбоље дефиниције могу бити „оно што се студира на уобичајеном универзитетском одсеку за лингвистику“ и „онај ко је професор на таквом одсеку“. Лингвистика се у том смислу не односи на учење страних језика (осим у случајевима када се изучавају формални модели језика). Она не укључује анализу поезије. Само понекад укључује проучавање појава као што је метафора. Кодификација језика се обично не сматра лингвистиком пошто „лингвисти“ обично проучавају оно што људи раде, а не оно што људи треба да раде. Неко ко се дуготрајно бави тиме не може бити сматран „лингвистом“.

## Развој лингвистичке мисли
Према неким анатомским показатељима већ се пре 500 000 година Pithecanthropus pekinensis могао се артикулирано изражавати. Докази о човековом свесном размишљању о језику стари су око два и по миленијума, а ипак се о лингвистици говори тек уназад два века. У најранијим временима човек је кроз религију и мит покушао да себи објасни постанак језика. Библијска старозаветска Књига постања спомиње кулу коју је човек хтео да сагради како би дошао до Бога, али да их спречи, Бог је људима побркао језике и онемогућио их у њихову науму. Слично је и код средњоамеричких Маја, афричког племена Сабија, бурмунског народа Лаху и западнокинеског племена Лоло. Најстарији практични докази о бављењу језиком пронађени су у сумерско-асирским силабарима и пописима речи из 2. миленијума п. н. е. Панини (Осам подела) и  (Напоменама) проучавају санскрт у сврху тумачења и приређивања светих ведских текстова. У античкој Грчкој и Риму филозофија, реторика и логика имале су велики углед, па се језик и проучавало управо кроз те дисциплине, а основно питање које је заокупљало мислиоце био је однос речи и ствари које именују, занимало их је: да је ли тај однос унапријед задан, природан или пак арбитраран. У раном средњем веку изједначавају се језик и граматика, јер се сматрало да је граматика схематски приказ језика. Сколастици су сматрали да логика и језик имају исти предмет - смислену реченицу. Хуманизам и ренесанса представљају својеврстан заокрет у односу на прошло раздобље, полако се схвата да су проучавања вредни и народни језици, не само латински, а прво важније дело посвећено народном језику је Наука о народном језику Дантеа Алигијерија. У следећем раздобљу (17. и 18. век) на језик се гледало идеалистички, веровало се у надређеност духа материји. Мислило се да језик одражава дух нације, али се и доводио у директну везу са човековом способношћу размишљања, односно сматрало се да човек и мисли зато што се служи језиком. О лингвистици као самосталној научној дисциплини - која је изван домена логике, реторике и филозофије - први се пут говори у 19. веку. Творцем такве опште лингвистике сматра се Вилхелм фон Хумболт. Јакоб Грим се узима за творца историјске лингвистике, јер је његово дело Deutsche Grammatik заправо преглед историјског развоја германских језика. У 19. веку у домену поредбено-историјске лингвистике делују и младограматичари (нем. Junggrammatiker). Језик посматрају кроз одређене фонетске законитости и аналогије. Главни представници су Херман Пол, Карл Бругман, Бертолд Делбрик те Август Лескин.

### Савремена лингвистичка теорија
Сва теоријска размишљања до почетка 20. века само су увертира структуралистичкој теорији коју ће поставити женевски лингвиста Фердинанд де Сосир (1857 - 1913). Сам структурализам гледа на језик као на структуру јединица које стоје у међусобном доносу, а вредност добивају зависно од употребе или опозиције према другим језичним елементима у комуникацијском процесу. На Сосиров се структурализам надовезују и друге лингвистичке школе двадесетог века, али с помало измењеним теоријским погледима на језик - женевска школа, прашка фонолошка школа, функционална лингвистика, глосематика, бихевиоризам итд. Иако се структуралистичке поставке рађају у Европи и у Америци узимају маха, а представници су Леополд Блумфилд који је поставио темеље историјског структуралној лингвистици у Америци и Ноам Чомски, творац генеративне граматике. Важно је нагласити да се данас језик више не посматра као одраз духа, нити се митологизује на било који начин, језику се више не приступа са стајалишта мита или религије, у 20. веку говори се о лингвистици и језик се покушава сагледати и описати методама егзактних наука.

### Структурална лингвистика Фердинанда де Сосира
Будући да је структурализам учење које на језик гледа као на систем знакова који има своју структуру, а све што је у језику релевантно мора исказати на плану израза. Sосиров Курс оште лингвистике издан је 1916. постхумно. Сосир је лингвистичко образовање стекао у Лајпцигу учећи од младограматичара, а затим је био професор лингвистике у Паризу и Женеви где је одржао три циклуса предавања. Курс су припремили његови студенти Чарлс Бали (1865 – 1974) и Алберт Сеше (1870. – 1956) на темељу студентских бележака. Курс није плод тренутног надахнућа аутора, него резултат сазревања лингвистичке мисли, а утицај на Сосира могли су имати амерички санскртолог Вилијам Двајт Витни (1827 – 1894) и пољски лингвиста Јан Бодуен де Куртен.
Фердинанд де Сосир сматрао је да је предмет лингвистичког истраживања мора бити сам језик. Настојао је проучити законитости које су својствене свим језицима. Језик сматра системом знакова, слично као што су то језик за глуве (сваки израз – покрет руке, геста лица – има неко значење) или војни сигнали. Сагласно томе, покушава да успостави нову дисциплину – семиологију – науку о знаковима, а лингвистика би требало да буде само једном од њезиних дисциплина. Уз то, језик посматра као психичку, а говор као психофизичку појаву. По његову тумачењу језик је неопипљив, постоји само у свести говорника конкретног језика, апстрактан је и своди се на могућност изражавања мисли. Сам чин изражавања Сосир назива говором и то је реализација језика. Говор сматра индивидуалном, а језик друштвеном појавом. Своју теорију објашњава на шаху. Шаховске фигуре су у међусобном односу, једна се помиче у односу на другу по тачно одређеним правилима. Плочу и фигуре можемо транслирати на израз језика – писмо и говор. Правила по којима се шах игра, Сосир упоређује с језиком.
Наравно, иако врло важна, оваква теорија наилазила је на критике. Ф. де Сосир је систем схватио прекруто. Сматрао је да се људи разумеју само ако систем остаје непромењен, изменом којег од елемената систем се руши и онемогућује комуникацију. Такво размишљање вероватно је узроковано придавањем пажње искључиво синконији. Језик се непрестано развија и мења. Упркос променама (увођење нових лексема за модерне и тек измишљене предмете) говорници одређеног језика углавном се разумију. Тај проблем покушали су да реше припадници прашке лингвистичке школе говорећи о еластичној стабилности језика (Вилем Матезиус, O požadavku stability ve spisovném jazyce, 1932).